# Steinbach am Donnersberg
Steinbach am Donnersberg – miejscowość i gmina  w Niemczech, w kraju związkowym Nadrenia-Palatynat, w powiecie Donnersberg, wchodzi w skład gminy związkowej Winnweiler.